# 黒石郵便局
黒石郵便局（くろいしゆうびんきょく）
- 青森県黒石市にある郵便局。本記事にて記述する。

黒石簡易郵便局（くろいしかんいゆうびんきょく）
- 熊本県合志市にある簡易郵便局。局番号は71881。
- 長崎県佐世保市にある簡易郵便局。局番号は76796。

黒石郵便局（くろいしゆうびんきょく）は青森県黒石市にある郵便局である。民営化以前の分類では集配普通郵便局であった。

## 概要
住所：〒036-0399 青森県黒石市一番町54-1
民営化直前の、集配業務再編において、多くの集配普通郵便局は統括センターとなったが、当局は配達センターとされたため、民営化後も郵便事業株式会社の支店は併設されず、集配センターが併設された。

### 分室
分室はなし。過去に存在した分室は以下のとおり。
- 保険分室 - 1953年（昭和28年）に廃止。

## 沿革
- 1874年（明治7年)12月6日 - 上町1番地に黒石郵便取扱所として開設[1]。
- 1875年（明治8年）2月1日 - 黒石郵便局（五等）として開設[2]。
- 1878年（明治11年） - 為替取扱を開始。
- 1879年（明治12年） - 貯金取扱を開始。
- 1893年（明治26年）1月21日 - 黒石郵便電信局となる。
- 1903年（明治36年）4月1日 - 通信官署官制の施行に伴い黒石郵便局となる。
- 1909年（明治42年）2月11日 - 電話の通話事務開始[1]。
- 1910年（明治43年）12月24日 - 黒石郵便局内特設電話開通（事実上の電話交換業務開始）[1]。
- 1950年（昭和25年）
  - 10月1日 - 特定郵便局から普通郵便局に局種別改定[3]。
  - 11月16日 - 電気通信業務の取扱を廃止、新設の黒石電報電話局に移管[4]。
- 1951年（昭和26年）9月1日 - 保険分室を設置[5]。
- 1952年（昭和27年）8月 - 郵便局から電報電話局が独立[1]。
- 1953年（昭和28年）12月21日 - 保険分室を廃止。
- 1959年（昭和34年）7月 - 局舎新築落成。
- 1994年（平成6年）11月28日 - 黒石市上町から同市一番町に局舎を新築、移転。
- 1998年（平成10年）9月1日 - 外国通貨の両替および旅行小切手の売買に関する業務取扱を開始。
- 2004年（平成16年）9月6日 - 温湯郵便局（〒036-0499）から集配業務を移管[6]。
- 2007年（平成19年）
  - 3月5日 - ゆうゆう窓口を廃止、配達センター局に移行。
  - 10月1日 - 民営化に伴い、併設された郵便事業弘前支店黒石集配センターに一部業務を移管。
- 2012年（平成24年）10月1日 - 日本郵便株式会社の発足に伴い、郵便事業弘前支店黒石集配センターを黒石郵便局に統合。

## 取扱内容
- 郵便、印紙、ゆうパック、内容証明
- 貯金、為替、振替、振込、国際送金、国債、投資信託
- 生命保険、バイク自賠責保険、自動車保険
- ゆうちょ銀行ATM
- 黒石市内全域（〒036-03xx、-04xx、-05xxの地域）の集配業務

## 周辺
- 黒石市役所
- 黒石市民文化会館
- 青森県立黒石高等学校
- スポカルイン黒石

## アクセス
- 弘南鉄道弘南線 黒石駅から徒歩約5分
- 黒石市回遊バスぷらっと号 黒石郵便局停留所下車
- 東北自動車道 黒石ICから北西に約4km
- 駐車場あり：31台